# Arbenz

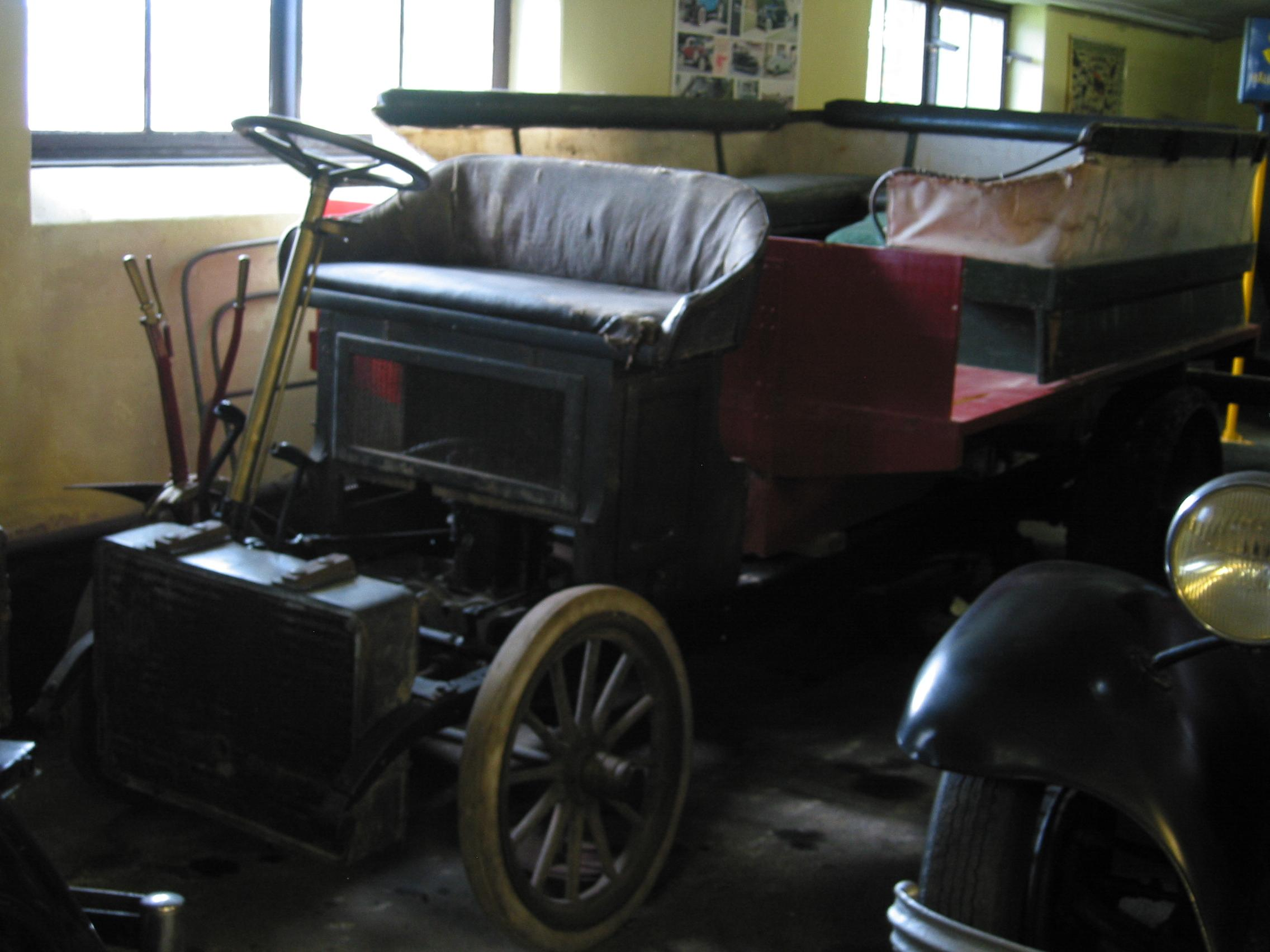
Arbenz 1905 року

Arbenz — швейцарське підприємство, що спеціалізувалось на виробництві вантажних автомобілів. Засноване 1904 року Ойгеном Арбенцом (нім. Eugen Arbenz) у місті Альбісріден (нині один з районів Цюриха).
Початково спеціалізувалось на виробництві автомобілів вантажопідйомністю 1,5—3 т з двоциліндровими двигунами, розміщеними під сидінням водія і ланцюговим приводом на задні колеса.
Із 1910 року виготовлялись автомобілі класичного компонування з чотирьохциліндровими двигунами (20—45 к. с.) і вантажопідйомністю 4—5 т.
У 1923 році Arbenz став власністю моторобудівної компанії Етікер (Oetiker). Відтоді вантажівки Arbenz-Oetiker оснащували німецькими бензиновими двигунами «Майбах» (Maybach), а з 1934 року — дизелями «Даймлер-Бенц» (Daimler-Benz).